# Gymnopus fusipes
Gymnopus fusipes (Bull.) Gray, 1821 è un fungo della famiglia Omphalotaceae considerato un tempo buon commestibile che recentemente è stato ritenuto responsabile di avvelenamenti a sindrome pardinica; trattasi di specie saprofita che cresce ai piedi degli alberi di latifoglie ma più spesso su legname marcescente o su fogliame in decomposizione.

I meno esperti non di rado lo confondono con esemplari di Armillaria tabescens o comunque con una vera e propria specie di chiodino poiché cresce nello stesso periodo e poiché trattasi di fungo cespitoso.

## Descrizione della specie
Cappello
Carnoso, da 2 fino ad 8 cm, occasionalmente anche 10 cm; prima convesso, poi spianato, più o meno irregolare, liscio, color nocciola, spesso maculato di bruno/ocra, a volte più chiaro al centro.
Lamelle
Adnate, separate dal cappello da una leggera introflessione, biancastre, spesso con macchie color ocra.
Gambo
Sottile, lungo fino ad 8/10 cm, fusiforme, tenace, spesso irregolare, presenta delle introflessioni anche profonde; nella parte inferiore termina con una sorta di radichetta; concolore al cappello.
Carne
Bianca, tenace, elastica.
- Odore: molto gradevole, complesso, leggermente aromatico, fungino.
- Sapore: dolce, delicato. Un po' acre negli esemplari troppo vetusti.

Caratteri microscopici
Spore
Ialine in massa.

## Distribuzione e habitat
Gregario oppure cespitoso, cresce in estate/autunno, spesso in contemporanea al "chiodino" con cui occasionalmente può essere confuso; predilige ceppaie marcescenti oppure fogliame. Nei boschi di latifoglie.

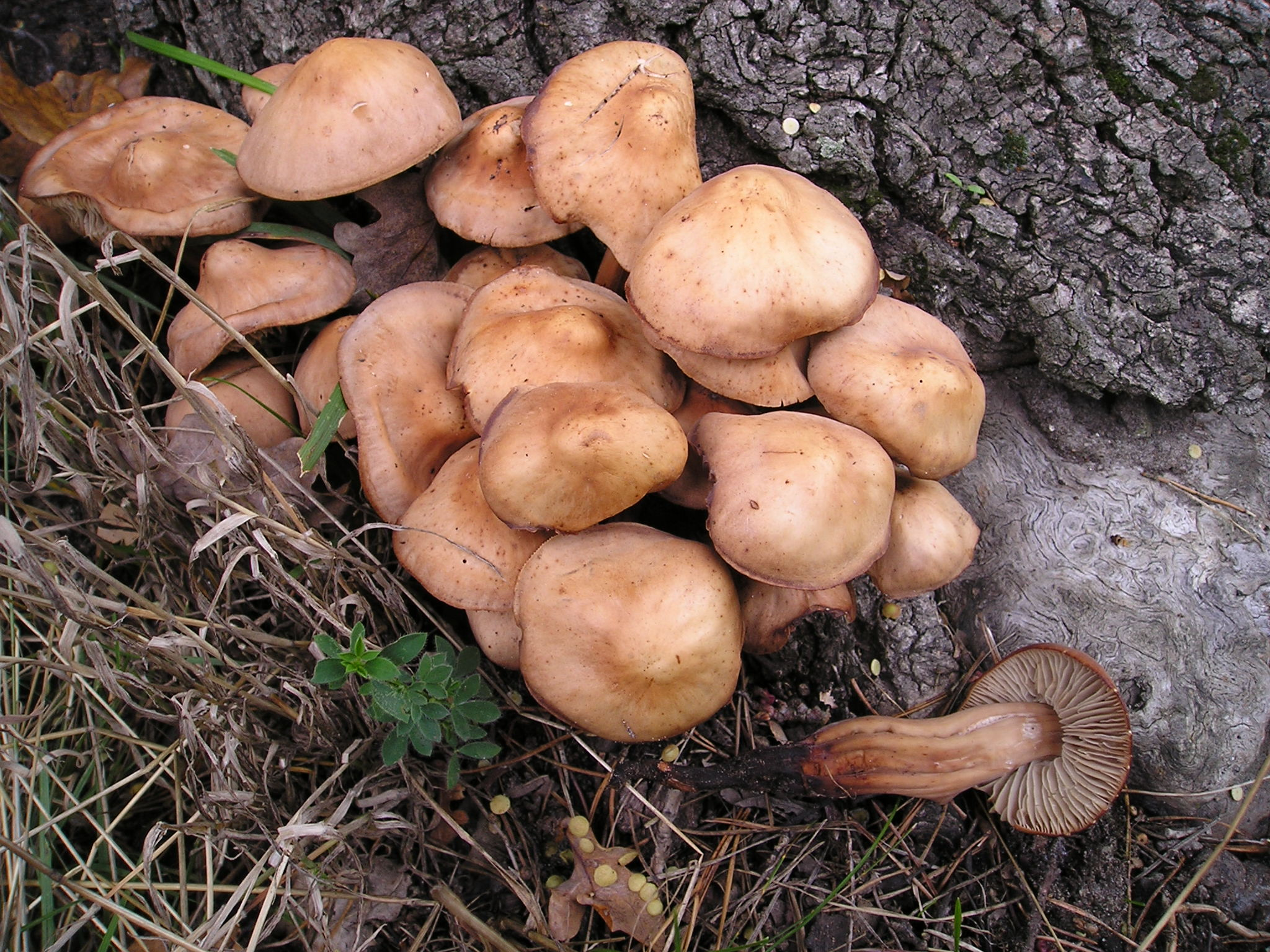
Esemplari di G. fusipes

## Commestibilità
Seppur da alcuni autori considerata commestibile (Bruno Cetto ed altri) la specie è oggi sospettata di causare avvelenamenti a sindrome pardinica

La sua carne, se essiccata nel suo habitat, si reidrata rapidamente con la pioggia ed anche i carpofori più vecchi possono sembrare freschi (reviviscenza) in tal caso la specie diventa tossica e causa disturbi intestinali.

## Tassonomia

### Sinonimi e binomi obsoleti
- Agaricus contortus Bull., Herbier de la France 1: tab. 36 (1781) [1780-81]
- Agaricus crassipes Schaeff., Icones: tab. 87, tab. 88 (1762)
- Agaricus fusiformis Bull., Herbier de la France: tab. 76 (1787)
- Agaricus fusipes Bull., Herbier de la France 3: tab. 106 (1783) [1782-83]
- Agaricus fusipes var. caldarii Pers., Mycol. eur. (Erlanga) 3: 146 (1828)
- Agaricus fusipes var. contortus (Bull.) Fr., Epicr. syst. mycol. (Upsaliae): 186 (1838) [1836-1838]
- Agaricus fusipes Bull., Herb. Fr. 3: tab. 106 (1783) [1782-83] var. fusipes
- Agaricus lancipes Fr., Hyménomycètes (Alençon): 312 (1876)
- Agaricus oedematopus Schaeff., Fungorum qui in Bavaria et Palatinatu circa Ratisbonam nascuntur 4: 69 (1774)
- Collybia contorta (Bull.) Raithelh., Metrodiana 8(2 -3): 52 (1979)
- Collybia crassipes (Schaeff.) Ricken, Die Blätterpilze: 407 (1915)
- Collybia fusipes (Bull.) Quél., Mém. Soc. Émul. Montbéliard, Sér. 2 5: 93 (1872)
- Collybia fusipes var. citrophylla Rick, Brotéria, sér. bot. 6: 72 (1907)
- Collybia fusipes var. contorta (Bull.) Gillet, Hyménomycètes (Alençon): 312 (1876)
- Collybia fusipes (Bull.) Quél., Mém. Soc. Émul. Montbéliard, Sér. 2 5: 93 (1872) var. fusipes
- Collybia fusipes var. oedematopus (Schaeff.) Fr., Hyménomycètes (Alençon): 312 (1874)
- Collybia fusipes var. rugosa (Romagn.) Bon & Courtec., Docums Mycol. 18(no. 69): 38 (1987)
- Collybia lancipes (Fr.) Gillet, Hyménomycètes (Alençon): 312 (1876)
- Collybia oedematopoda (Schaeff.) Sacc., Sylloge fungorum (Abellini) 5: 206 (1887)
- Gymnopus fusipes (Bull.) Gray, A Natural Arrangement of British Plants (London) 1: 604 (1821)
- Gymnopus fusipes var. rugosus (Romagn.) P. Roux & Eyssart. [as 'rugosa'], in Eyssartier & Roux, Le guide des champignons – France et Europe (Paris): 1083 (2011)
- Rhodocollybia fusipes (Bull.) Romagn., Bull. trimest. Soc. mycol. Fr. 94: 78 (1978)
- Rhodocollybia fusipes (Bull.) Romagn., Bull. trimest. Soc. mycol. Fr. 94: 78 (1978) var. fusipes
- Rhodocollybia fusipes var. rugosa Romagn., Bull. trimest. Soc. mycol. Fr. 94(1): 78 (1978)[4]

### Specie simili
- A volte potrebbe essere confuso con esemplari vecchi di Armillaria tabescens, da cui si distingue per via di numerose caratteristiche, in particolare perché possiede le lamelle adnate invece che decorrenti.